# Hegyvidékek
Bolygónk szárazföldjeinek 5%-át magas hegyek vagy hegyvonulatok borítják. A magashegységeket, tengerszint feletti magassági övezeteiknek megfelelően, egyszerre többféle éghajlat is jellemzi, mert a hegyek csúcsa felé haladva, a növekvő magassággal a levegő egyre ritkábbá válik, s mind hidegebb és hidegebb lesz.

## Hegyvonulatok

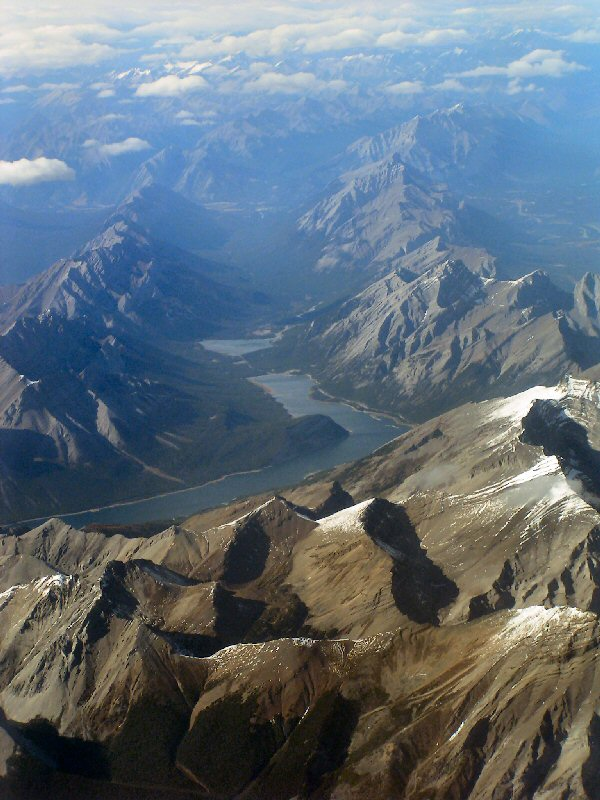
Hegyvonulat

A legtöbb hegység a tektonikus lemezek egymáshoz nyomódásakor gyűrt hegységként keletkezett. Ezért alkotnak a hegységek általában hosszú, láncszerű, egymással párhuzamos gerincvonalakat, hegyvonulatokat. Amikor a tenger felől érkező szél a hegységekbe ütközik, az általa sodort légtömegeknek fel kell emelkedniük. A levegőben lebegő parányi vízcseppecskék ekkor lehűlnek, kicsapódnak, és felhőkké alakulnak: a hegyoldalakra eső, a magasabb csúcsok övezetében hó hullik. A parti hegységek szárazföld felőli, szélvédett oldalán – az „esőárnyékban” – igen kevés csapadék hullik, és a vidék néhol akár sivatagi jellegűvé alakul.

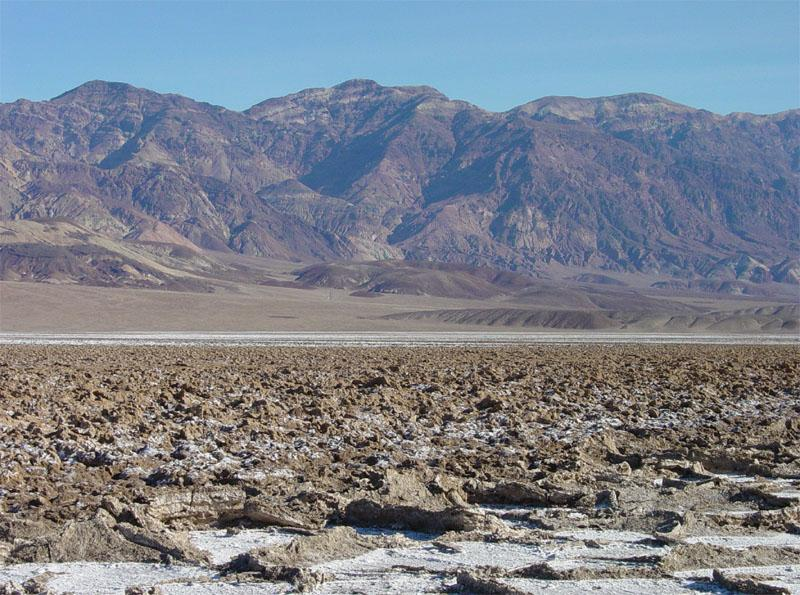
Sivatagosodott környezet a hegy lábánál.
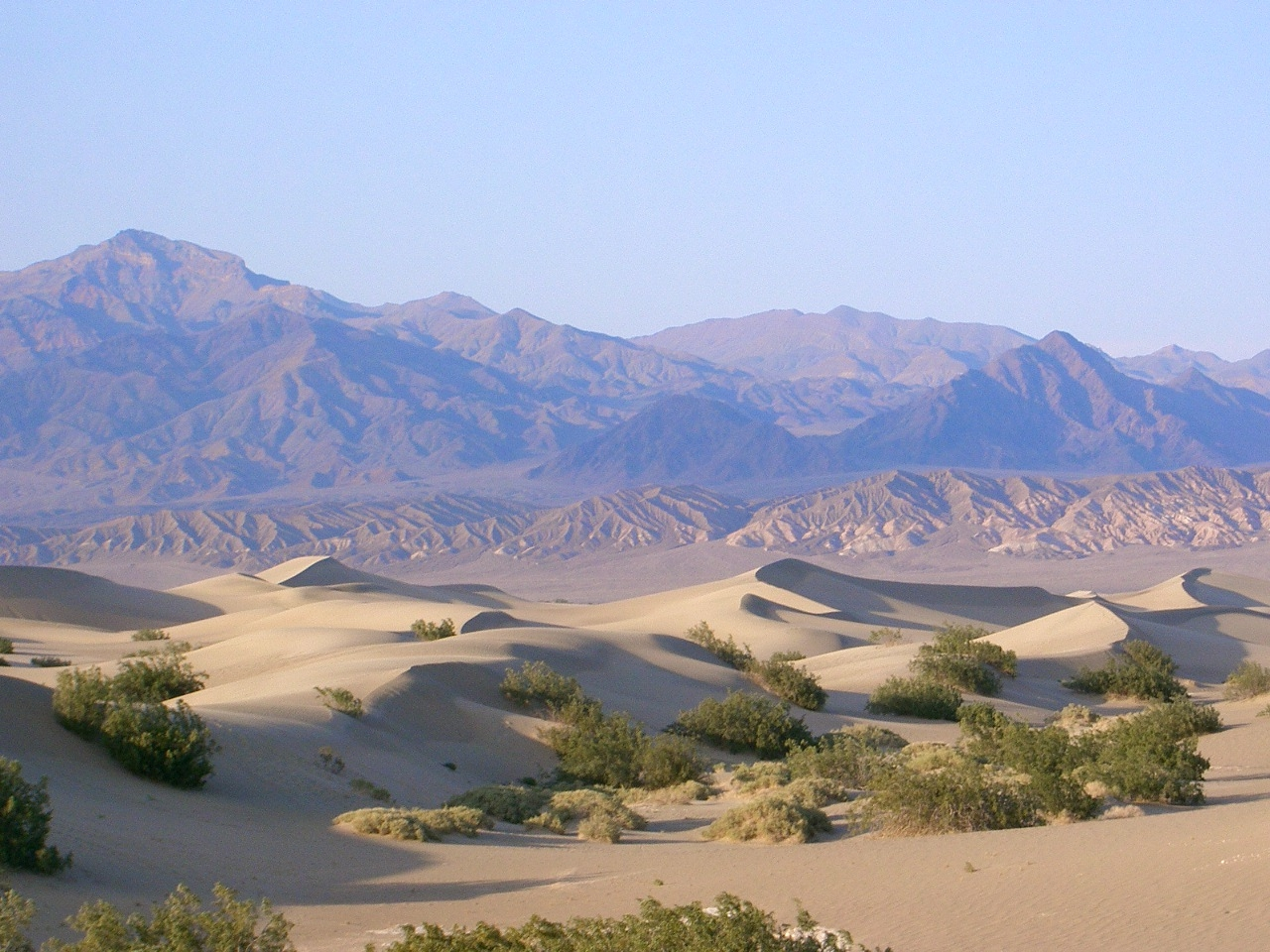
Homokdűnék az „esőárnyékban”

## Hegyi szintek
A hegyvidékek felfele emelkedő szintjein az élővilág függőleges irányú övezetessége észlelhető. Ez annak köszönhető, hogy a magassággal rohamosan változik az éghajlat is, elsősorban a hőmérséklet, mely 200 méterenként 1 fokkal csökken. Mivel a levegő a magasság növekedésével egyre ritkább, így mind kevesebb és kevesebb meleget képes tárolni. A hegységekben ezért az éghajlat a magassággal övezetesen változik: az egyes övezetekben eltérő időjárás, növényzet és állatvilág alakul ki. A szeles csúcsokon kevés faj él, de lejjebb, a füves lejtőkön magashegyi vadfajok – kőszáli kecske, vadjuh, zerge, mormota stb. – honosak. A fagyhatár alatt még enyhébb az időjárás: itt már fák, erdők nőnek, sokféle állat – emlős- és madárfaj – él. A trópusi hegységekben felfelé haladva hasonló növényzeti öveket találunk, mint az egyenlítőtől a sarkok felé.

### Trópusi hegységekben

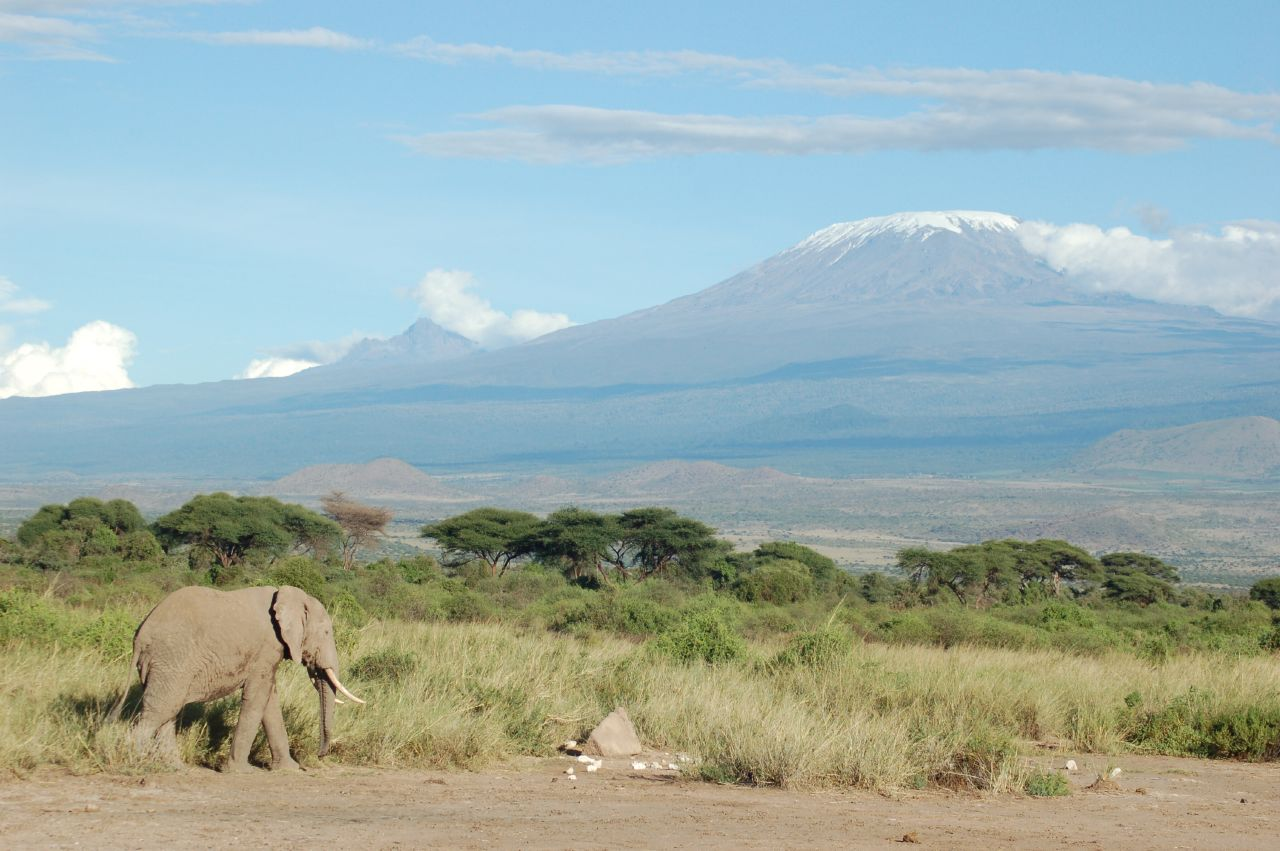
trópusi hegység

A hegy lábánál található trópusi esőerdőket nagyjából 1000 méteres magasságtól váltják fel a hegyi esőerdők. A fák nagyrészt itt is örökzöldek, viszont magasságuk alacsonyabb. Termetük nem haladja meg a mérsékelt övi erdők erdeiben található fák magasságát, koronaszintjük egységes. 2000 méter felett a hegyi esőerdőkhöz hasonlóak. Tovább haladva az egyre ritkuló és alacsonyabb termetű erdőket 4000 méter körül alhavasi törpecserjés, és még tovább haladva a hóhatár előtt csomókban növő perjefélék, valamint párnás növésű kétszikűek követik.

### Mérsékelt övi hegységekben
A mérsékelt magassági szint lombhullató tölgy, és bükk erdeit tűlevelű fenyvesek követik. Ahogy haladunk beljebb, feljebb a fenyvesekben a faállomány egyre eltörpül, a fák mérete csökken, mígnem megjelenik az alhavasi törpecserjés. Úgy 2000 méternél megjelenik a tundra növényzet, a mindent beborító gyepfelület egyre ritkább lesz, végül átadja a helyét a moha, és zúzmaratakaróknak. A 3000 m feletti magasság már az állandó havas területek birodalma. A magashegyek állatvilága egyes magassági övek növényzetének megfelelően, azzal együtt változik. A törpefenyő öv és az annál magasabb területek emlősei a havasi mormota és a zerge.
Jellegzetes növényzet:

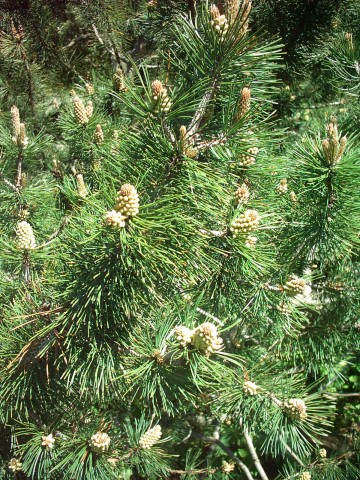
Havasi törpefenyő (Pinus mugo)
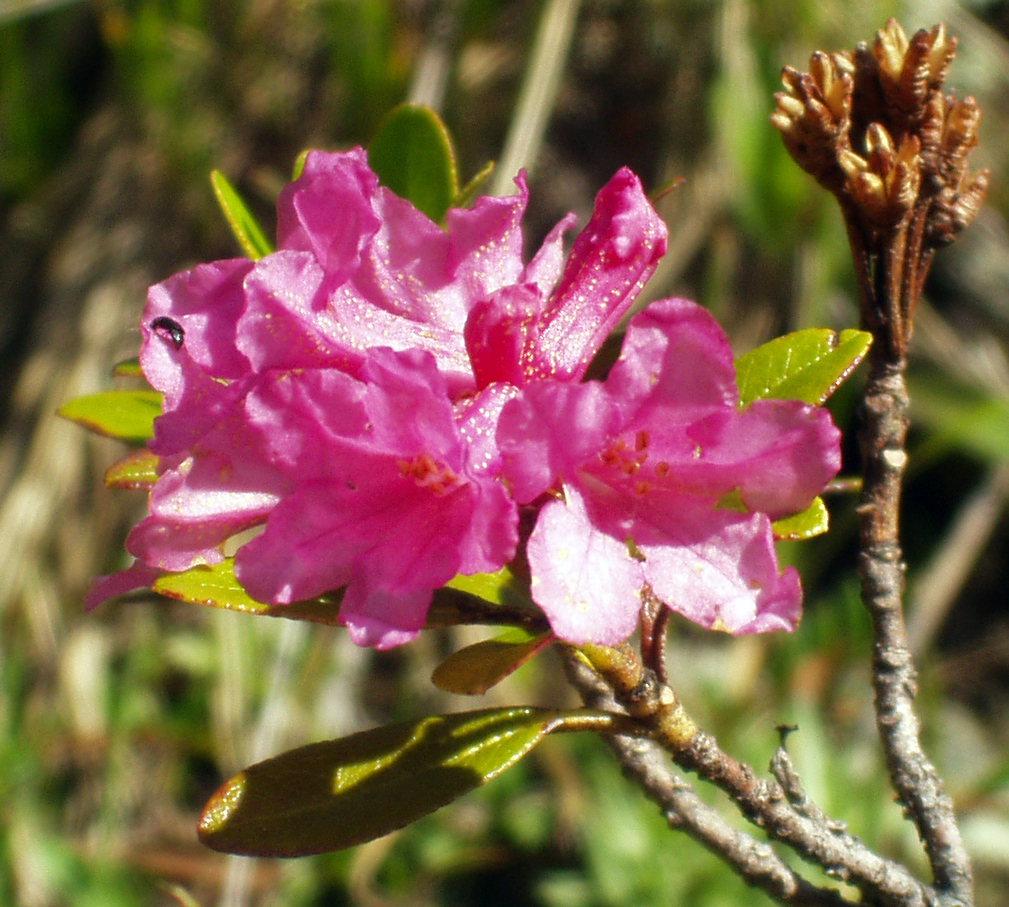
Rozsdás havasszépe (Rhododendron ferrugineum)
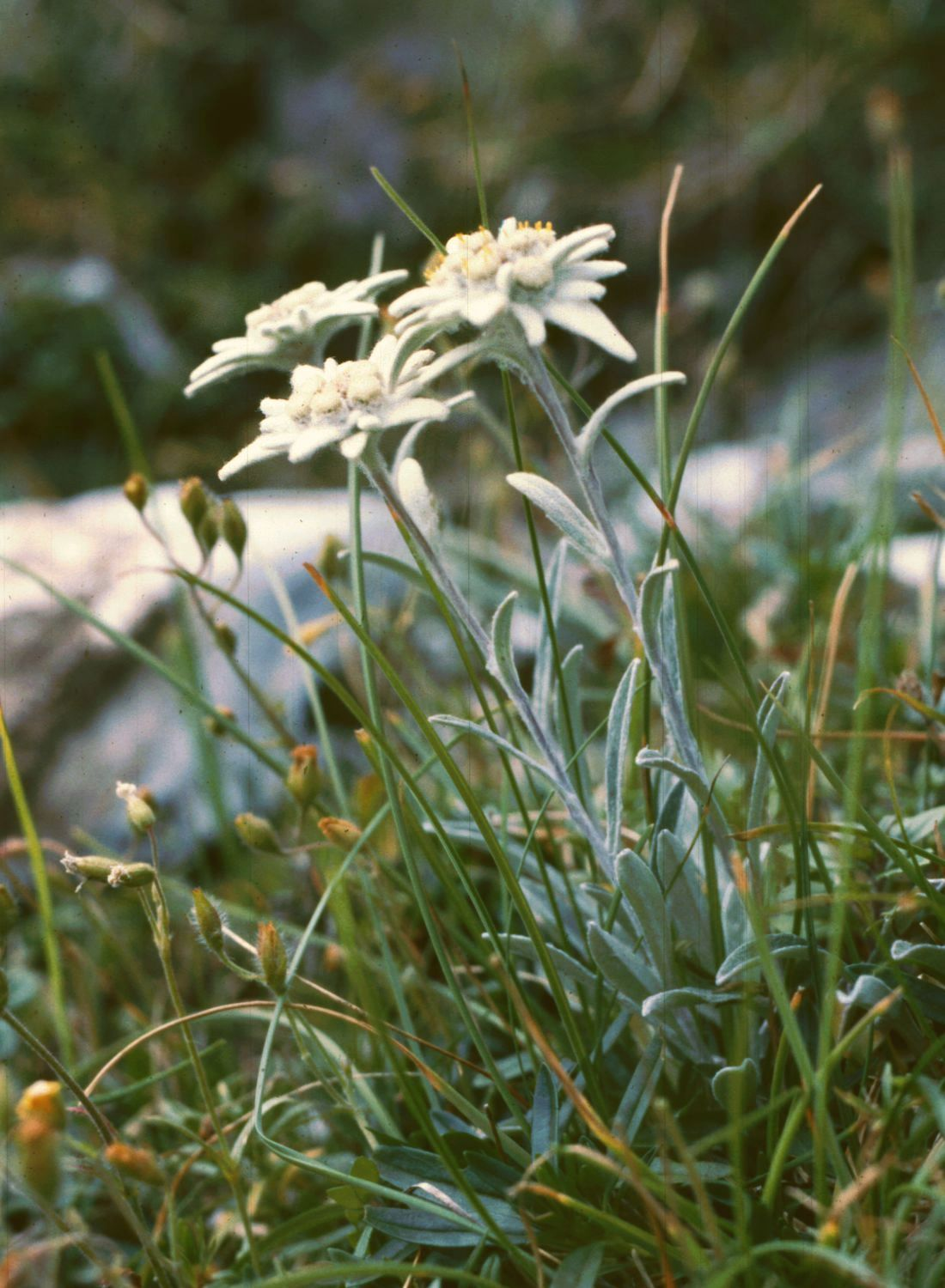
Havasi gyopár (Leontopodium alpinum)
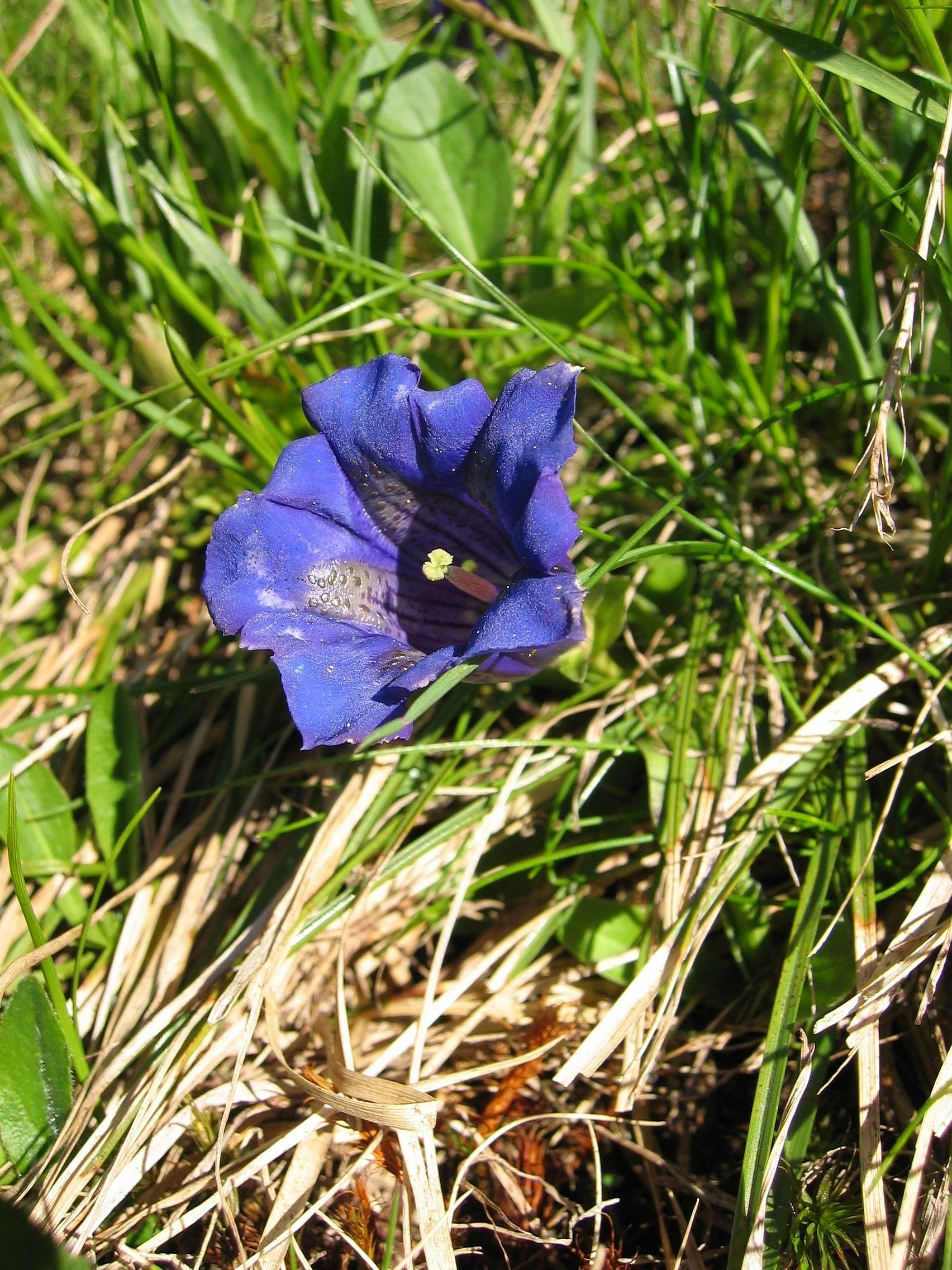
Szártalan tárnics (Gentiana acaulis)
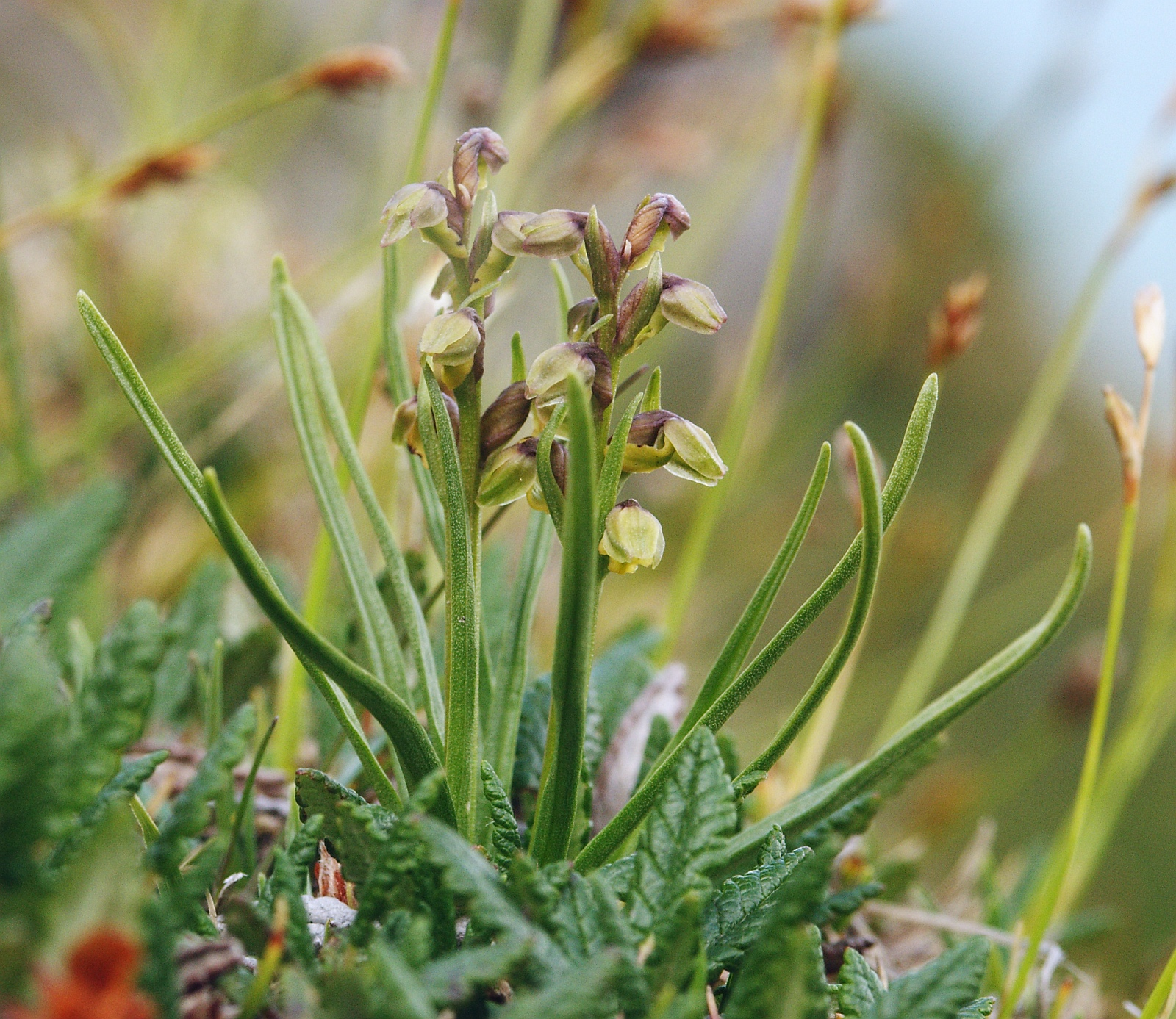
Törpekosbor (Chamorchis alpina)
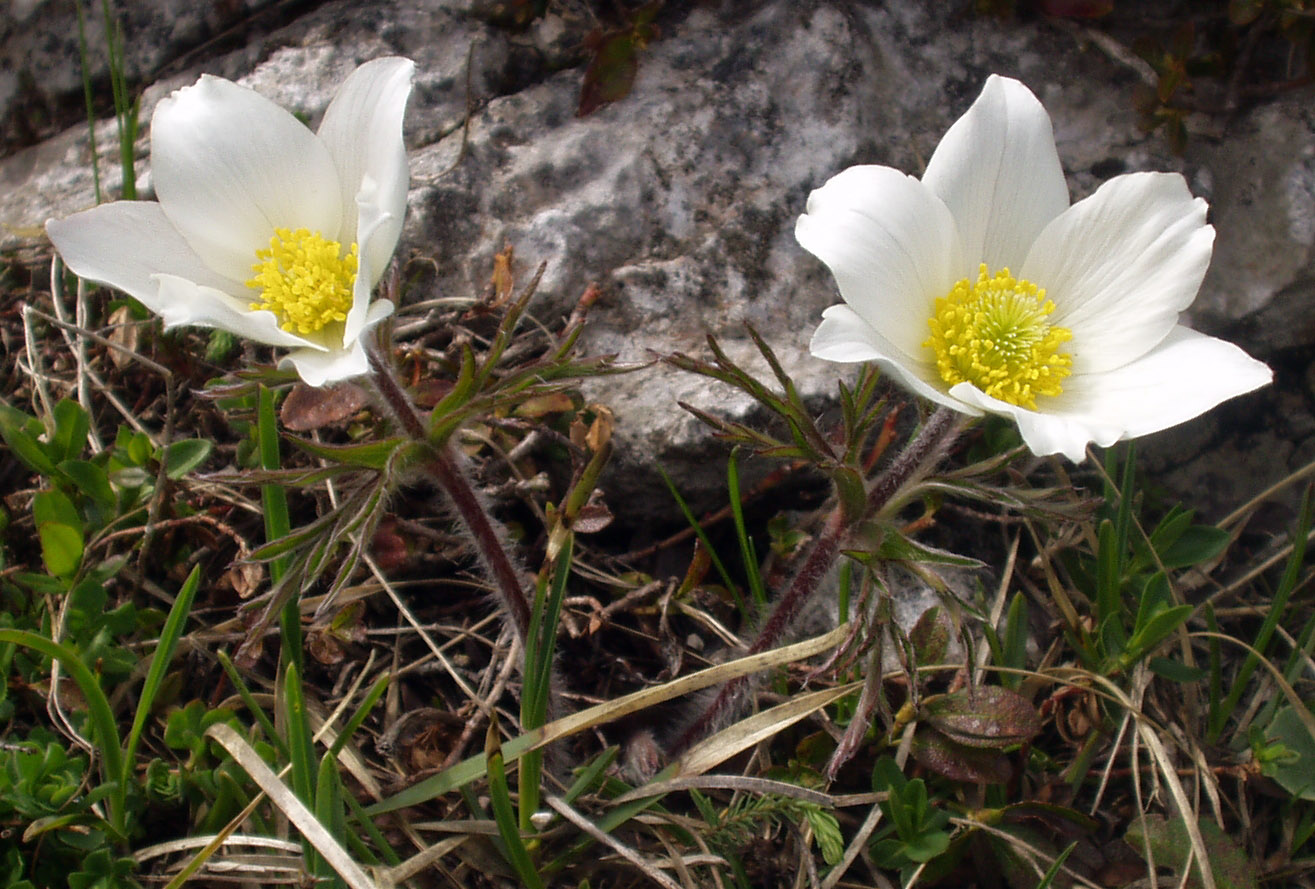
Alpesi kökörcsin (Pulsatilla alpina)
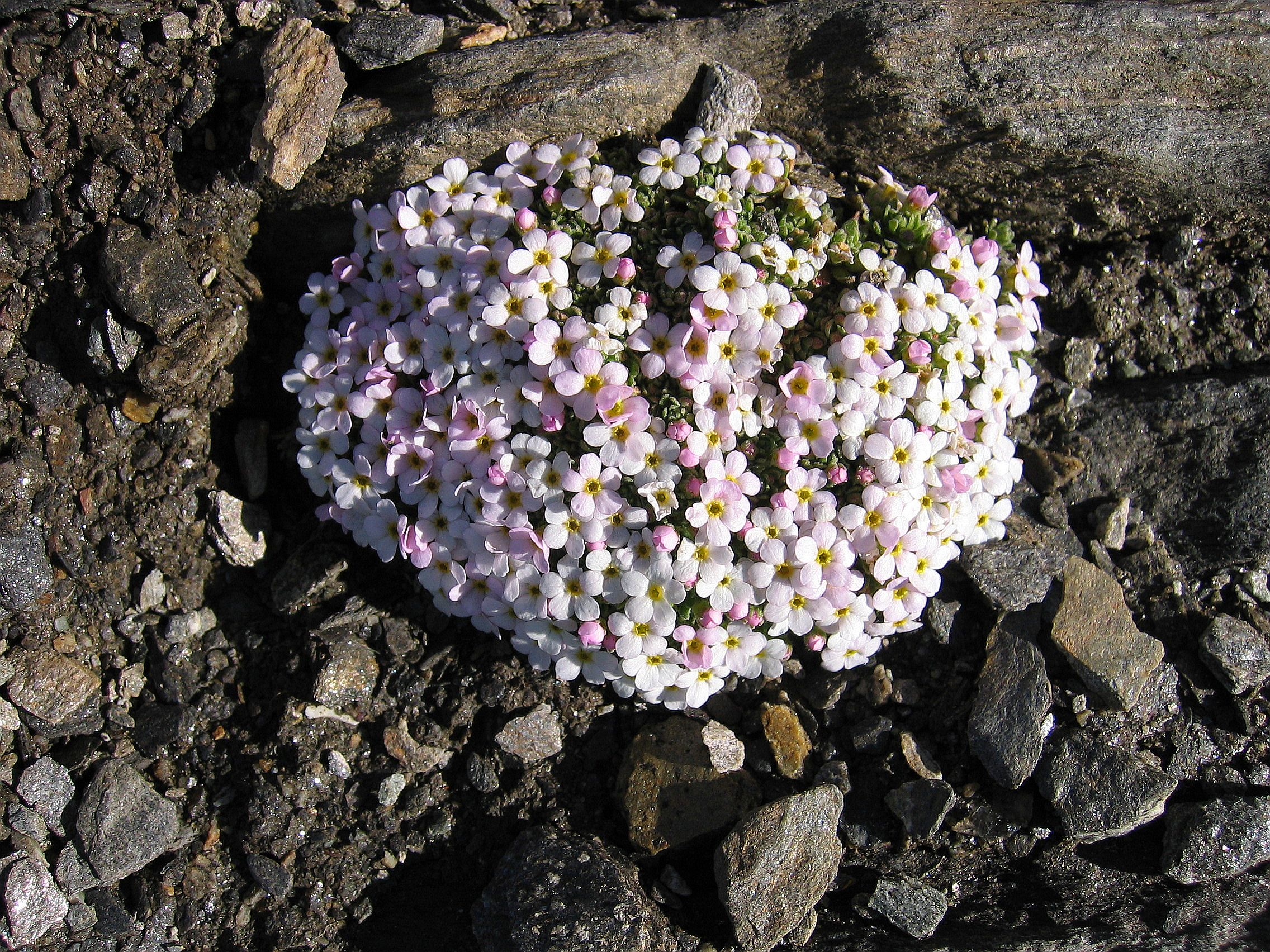
Havasi gombafű (Androsace alpina)
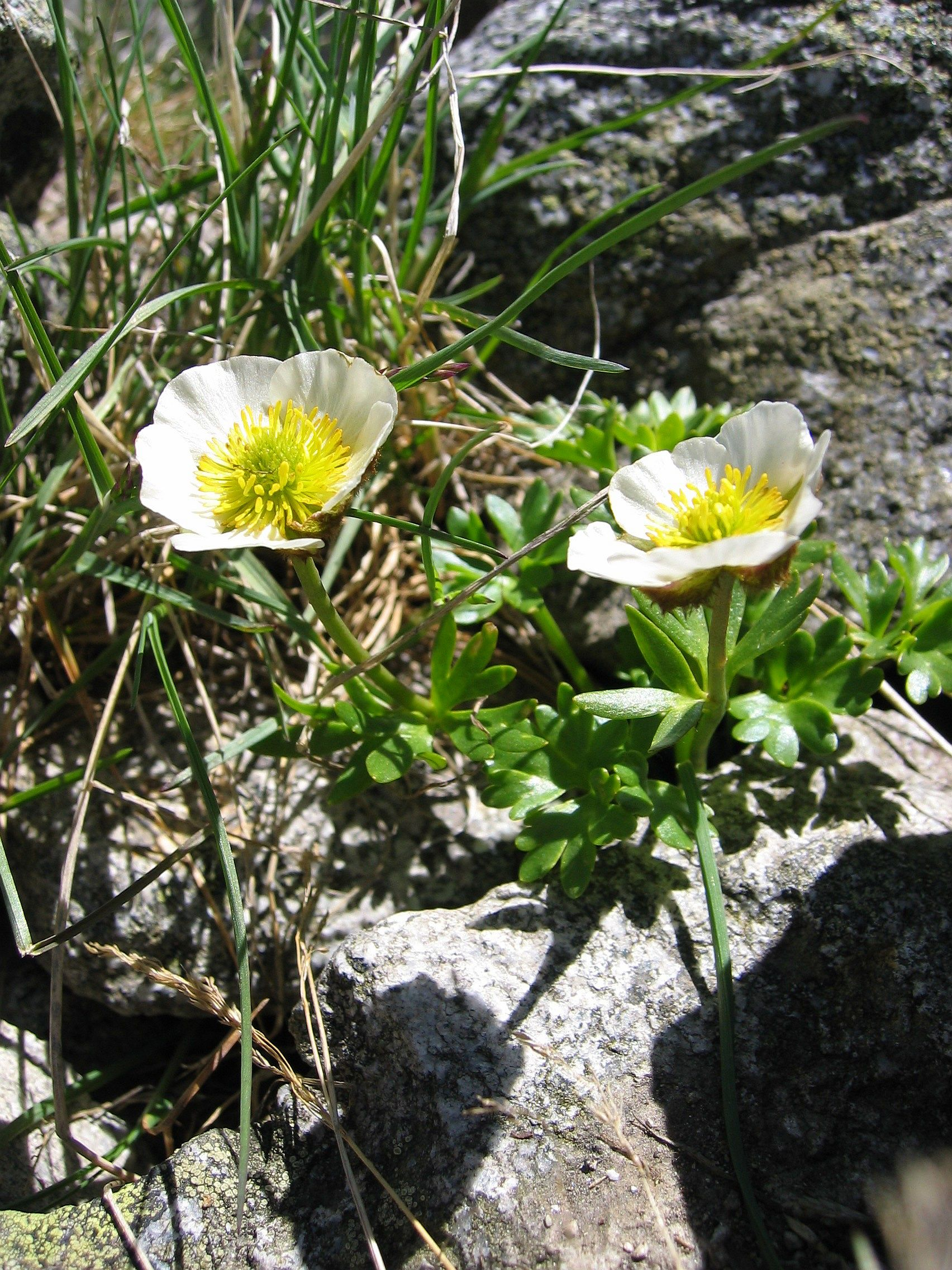
Gleccserboglárka (Ranunculus glacialis)

## Alkalmazkodás
A hegyvidéki fajok a hideg és szeles időjáráshoz alkalmazkodtak. A magashegyi növények alacsony növésűek, s mély gyökérzetükkel szilárdan megkapaszkodva a talajban, dacolnak az erős szelekkel. A hegyvidéki állatfajok tüdeje igen fejlett ahhoz, hogy szervezetük a ritka levegőben is elegendő oxigénhez jusson, sűrű bundájuk pedig télen is melegen tartja testüket.

## Hegyi emberek
A hegyi állatokhoz hasonlóan, a hegyi emberek tüdejének térfogata is nagyobb, mint az alacsony fekvésű síkságokon élőké: szervezetük így alkalmazkodott életmódjukhoz. A hegylakók gyakran elszigetelődnek a környező kultúráktól. A baszkok például, akik évezredekkel ezelőtt vetették meg lábukat a Franciaország és Spanyolország határán húzódó Pireneusokban, sajátos nyelvet beszélnek, mely merőben eltér bármely más ismert nyelvtől. Évszázadokon át elszigetelten éltek hegyi otthonaikban, sohasem keveredtek más népekkel.